# CHRONICLE (タケカワユキヒデのアルバム)
『CHRONICLE』（クロニクル）とは、タケカワユキヒデによるビートルズのカバーアルバムである。ネット配信で販売され、後にCD化販売された。

## 共通概要
- ビートルズの楽曲を、タケカワのアレンジでカバーしている。
- ジャケットは共通して、タケカワが写っており、バックにイギリスの国旗が描かれている。イギリスはビートルズが結成された国である。

### ネット配信版

#### 概要
- 『Listen Japan』にて、ダウンロード販売を行っている。
- ダウンロード額は1曲につき210円で、アルバム一括ダウンロード額は1000円である（単品で全て購入するより、260円安い）。

#### VOL.1

##### 概要
- 発売日は2007年2月23日。
- ジャケットの色は青色である。

##### 収録曲
1. BABY IT'S YOU（ベイビー・イッツ・ユー）
2. THE LONG AND WINDING ROAD（ザ・ロング・アンド・ワインディング・ロード）
3. EIGHT DAYS A WEEK（エイト・デイズ・ア・ウィーク）
4. FOR NO ONE（フォー・ノー・ワン）
5. BLACKBIRD（ブラックバード）
6. A HARD DAY'S NIGHT（ビートルズがやって来るヤァ!ヤァ!ヤァ!）

#### 概要
- 発売日は2007年5月9日。
- ジャケットの色は黄色である。

##### 収録曲
1. I NEED YOU（アイ・ニード・ユー）
2. PENNY LANE（ペニー・レイン）
3. YOUR MOTHER SHOULD KNOW（ユア・マザー・シュッド・ノウ）
4. YOU'VE GOT TO HIDE YOUR LOVE AWAY（悲しみはぶっとばせ）
5. LUCY IN THE SKY WITH DIAMONDS（ルーシー・イン・ザ・スカイ・ウィズ・ダイアモンズ）
6. SHE LOVES YOU（シー・ラヴズ・ユー）

#### VOL.3

##### 概要
- 発売日は2008年5月28日。
- ジャケットの色は赤色である。

##### 収録曲
1. AND I LOVE HER（アンド・アイ・ラヴ・ハー）
2. ROLL OVER BEETHOVEN（ロール・オーヴァー・ベートーヴェン）
3. FROM ME TO YOU（フロム・ミー・トゥ・ユー）
4. HELLO, GOODBYE（ハロー・グッドバイ）
5. LONG TALL SALLY（のっぽのサリー）
6. THIS BOY（ジス・ボーイ）

#### VOL.4

##### 概要
- 発売日は2008年9月10日。
- ジャケットの色は緑色である。

##### 収録曲
1. I'M A HAPPY JUST TO DANCE WITH YOU（すてきなダンス）
2. MICHELLE（ミッシェル）
3. LADY MADONNA（レディ・マドンナ）
4. NO REPLY（ノー・リプライ）
5. HEY BULLDOG（ヘイ・ブルドッグ）
6. CAN'T BUY ME LOVE（キャント・バイ・ミー・ラヴ）

#### VOL.5

##### 概要
- 発売日は2009年10月7日。

##### 収録曲
1. ALL MY LOVING（オール・マイ・ラヴィング）
2. HERE, THERE AND EVERYWHERE（ヒア・ゼア・アンド・エヴリホエア）
3. MAGICAL MYSTERY TOUR（マジカル・ミステリー・ツアー）
4. NORWEGIAN WOOD（ノルウェーの森）
5. YESTERDAY（イエスタデイ）
6. YOU CAN'T DO THAT（ユー・キャント・ドゥ・ザット）

#### VOL.6

##### 収録曲
1. LOVE ME DO（ラヴ・ミー・ドゥ）
2. WITH A LITTLE HELP FROM MY FRIENDS（ウィズ・ア・リトル・ヘルプ・フロム・マイ・フレンズ）
3. MARTHA MY DEAR（マーサ・マイ・ディア）
4. NOWHERE MAN（ひとりぼっちのあいつ）
5. ALL YOU NEED IS LOVE（愛こそはすべて）
6. ELEANOR RIGBY（エリナー・リグビー）

### CD版

#### 概要
- 上記の『配信版』が好評だったことを受けて、CDアルバムとして発売された。
- CDアルバム1枚につき、配信アルバム版2枚分の曲が収録されており、さらにボーナス・トラックが2曲ずつ収録されている。

#### 1&2+2

##### 概要
- 発売日は2007年7月18日。
- ジャケットの色は青色である。

##### 収録曲
1. BABY IT'S YOU（ベイビー・イッツ・ユー）
2. THE LONG AND WINDING ROAD（ザ・ロング・アンド・ワインディング・ロード）
3. EIGHT DAYS A WEEK（エイト・デイズ・ア・ウィーク）
4. FOR NO ONE（フォー・ノー・ワン）
5. BLACKBIRD（ブラックバード）
6. A HARD DAY'S NIGHT（ビートルズがやって来るヤァ!ヤァ!ヤァ!）
7. I NEED YOU（アイ・ニード・ユー）
8. PENNY LANE（ペニー・レイン）
9. YOUR MOTHER SHOULD KNOW（ユア・マザー・シュッド・ノウ）
10. YOU'VE GOT TO HIDE YOUR LOVE AWAY（悲しみはぶっとばせ）
11. LUCY IN THE SKY WITH DIAMONDS（ルーシー・イン・ザ・スカイ・ウィズ・ダイアモンズ）
12. SHE LOVES YOU（シー・ラヴズ・ユー）
13. GANDHARA~TANTRA Ver.~ (English Version)（ガンダーラ～タントラ・バージョン～（英語版））
  - 作詞:奈良橋陽子　作曲:タケカワユキヒデ
    - ゴダイゴの楽曲「ガンダーラ」の英語版セルフカバーである。
14. GANDHARA~TANTRA Ver.~ (Japanese Version)（ガンダーラ～タントラ・バージョン～（日本語版））
  - 作詞:奈良橋陽子、山上路夫　作曲:タケカワユキヒデ
    - ゴダイゴの楽曲「ガンダーラ」の日本語版セルフカバーである。

#### 3&4+2

##### 概要
- 発売日は2009年2月18日。
- ジャケットの色は赤色である。
- 「AND I LOVE HER（アンド・アイ・ラヴ・ハー）」と「ROLL OVER BEETHOVEN（ロール・オーヴァー）」、「CAN'T BUY ME LOVE（キャント・バイ・ミー・ラヴ）」と「HEY BULLDOG（ヘイ・ブルドッグ）」の順序がなぜかそれぞれ入れ替わっている。

##### 収録曲
1. ROLL OVER BEETHOVEN（ロール・オーヴァー・ベートーヴェン）
2. AND I LOVE HER（アンド・アイ・ラヴ・ハー）
3. FROM ME TO YOU（フロム・ミー・トゥ・ユー）
4. HELLO, GOODBYE（ハロー・グッドバイ）
5. LONG TALL SALLY（のっぽのサリー）
6. THIS BOY（ジス・ボーイ）
7. I'M A HAPPY JUST TO DANCE WITH YOU（すてきなダンス）
8. MICHELLE（ミッシェル）
9. LADY MADONNA（レディ・マドンナ）
10. NO REPLY（ノー・リプライ）
11. CAN'T BUY ME LOVE（キャント・バイ・ミー・ラヴ）
12. HEY BULLDOG（ヘイ・ブルドッグ）
13. TAKING OFF!(English Version)（テイキング・オフ！（英語版））
  - 作詞:奈良橋陽子　作曲:タケカワユキヒデ
    - ゴダイゴの楽曲「テイキング・オフ！」の英語版セルフカバーである。
14. THE GALAXY EXPRESS 999(English Version)（銀河鉄道999（英語版））
  - 作詞:奈良橋陽子　作曲:タケカワユキヒデ
    - ゴダイゴの楽曲「銀河鉄道999」の英語版セルフカバーである。

#### 5&6+2

##### 概要
- 発売日は2010年1月30日。

##### 収録曲
1. ALL MY LOVING（オール・マイ・ラヴィング）
2. HERE, THERE AND EVERYWHERE（ヒア・ゼア・アンド・エヴリホエア）
3. MAGICAL MYSTERY TOUR（マジカル・ミステリー・ツアー）
4. NORWEGIAN WOOD（ノルウェーの森）
5. YESTERDAY（イエスタデイ）
6. YOU CAN'T DO THAT（ユー・キャント・ドゥ・ザット）
7. LOVE ME DO（ラヴ・ミー・ドゥ）
8. WITH A LITTLE HELP FROM MY FRIENDS（ウィズ・ア・リトル・ヘルプ・フロム・マイ・フレンズ）
9. MARTHA MY DEAR（マーサ・マイ・ディア）
10. NOWHERE MAN（ひとりぼっちのあいつ）
11. ALL YOU NEED IS LOVE（愛こそはすべて）
12. ELEANOR RIGBY（エリナー・リグビー）
13. HOLY AND BRIGHT(Japanese Version)（ホーリー&ブライト(日本語版)）
  - 作詞:奈良橋陽子、山上路夫　作曲:タケカワユキヒデ
    - ゴダイゴの楽曲「ホーリー&ブライト」の日本語版セルフカバーである。
14. HOLY AND BRIGHT(English Version)（ホーリー&ブライト(英語版)）
  - 作詞:奈良橋陽子　作曲:タケカワユキヒデ
    - ゴダイゴの楽曲「ホーリー&ブライト」の英語版セルフカバーである。